# O Pastor e o Guerrilheiro
O Pastor e o Guerrilheiro é um filme de drama brasileiro de 2023 dirigido por José Eduardo Belmonte e escrito pelo próprio diretor em parceria com Nilson Rodrigues e Josefina Trotta. Estrelado por Johnny Massaro, César Mello e Julia Dalavia, o filme conta a história de uma filha ilegítima de um coronel que comete suicídio que descobre que seu pai foi torturador durante a ditadura militar no Brasil e busca conhecer sua história.
O Pastor e o Guerrilheiro teve sua première mundial no Festival de Gramado em 15 de agosto de 2022 e foi lançado nos cinemas do Brasil em 13 de abril de 2023 pela A2 Filmes. O filme foi recebido com boa aceitação da crítica e do público, sendo aplaudido em sua primeira exibição no Palácio dos Festivais, em Gramado. O debate político promovido pelo enredo e as atuações de Johnny Massaro e César Mello foram os pontos considerados mais positivos do filme.

## Enredo
A história de O Pastor e o Guerrilheiro tem início em 1968, quando João (Johnny Massaro), um jovem recém-formado na universidade, ingressa na Guerrilha do Araguaia. Esse movimento ocorreu na região amazônica durante a década de 1960, com a intenção de promover uma revolução socialista. Infelizmente, grande parte dos guerrilheiros, a maioria deles estudantes, acabou sendo morta em combate ou presa pelo regime militar, assim como o protagonista do filme.
Após ser capturado por um coronel, João é submetido a diversas formas de tortura e acaba sendo jogado em uma prisão, onde encontra Zaqueu (César Mello), um pastor evangélico que foi preso por engano por ser confundido com um comunista. Apesar das diferenças ideológicas, João e Zaqueu estabelecem uma importante relação de companheirismo para enfrentar os horrores da prisão. Combinam então de se reencontrar após 27 anos, à meia-noite da virada do milênio, mas infelizmente o encontro nunca ocorre, pois João falece pouco antes do ano 2000.
A história de João e Zaqueu é intercalada com cortes no presente, onde Juliana (Julia Dalavia) descobre que seu pai foi o coronel responsável pela tortura de João. Ao encontrar um livro em casa, ela descobre sobre o encontro marcado entre o pastor e o guerrilheiro.

## Elenco
- Julia Dalavia como Juliana
- Johnny Massaro como Miguel Souza
- Ana Hartmann como Helena
- César Mello como Zaqueu
- Cássia Kis como Dona Ivani
- Sérgio Mamberti como Sr. Geraldo
- Antônio Grassi como Advogado

## Produção

### Antecedentes
O produtor Nilson Rodrigues compartilhou que a trama é baseada em eventos verídicos. Em 1995, ele se deparou com as memórias de um guerrilheiro, e uniu essa história com a narrativa de um evangélico já conhecida, bem como outras inspirações para criar o filme, que se desenvolve em três períodos distintos e tem como elemento principal um encontro predestinado.

### Desenvolvimento

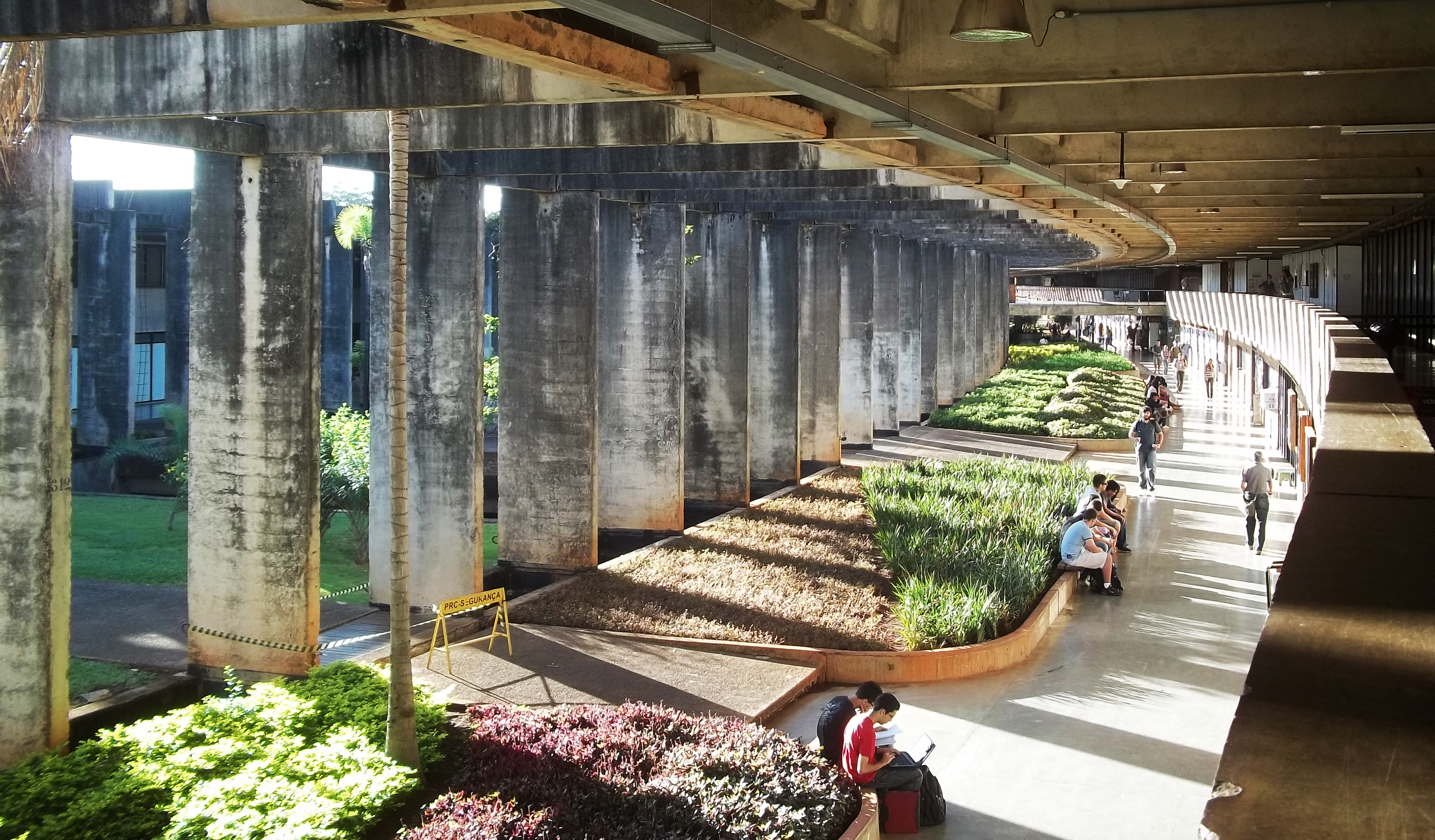
O filme conta com cenas gravadas na Universidade de Brasília.

Com produção de Nilson Rodrigues e roteiro de Josefina Trotta, o filme foi gravado às margens do Rio Araguaia, no estado do Tocantins, e em Brasília, onde foi filmado em locais como a Universidade de Brasília. O longa-metragem é resultado de parcerias com o Governo do Distrito Federal, que contribuiu por meio do Fundo de Apoio à Cultura (FAC), e com o Governo Federal, com o apoio do Fundo Setorial do Audiovisual (FSA).
O filme tem base na história real relatada no livro Araguaia: Relatos de um Guerrilheiro, de Glênio Sá (Editora Anita Gabibaldi, 2004).  A equipe de produção do filme inclui Caetano Curi como produtor executivo, Bárbara Alvarez como diretora de fotografia, Ana Paula Cardoso como diretora de arte, Larissa Rolin como diretora de produção, Sascha Kratzer como compositor da trilha sonora e Diana Brandão como responsável pelo figurino.
As filmagens do filme iniciaram em 2020, e ao longo de três meses, a equipe trabalhou incansavelmente, estudou e viajou para construir a história retratada no filme. A cidade de Araguatins fez parte das locações do filme. De acordo com Nilson Rodrigues, a cidade tocantinense foi selecionada como locação para o filme por sua infraestrutura adequada para as filmagens, bem como pela natureza ainda preservada para as cenas da batalha que ocorreu nas matas da região. Além disso, fica próxima ao local onde a Guerrilha aconteceu, em Xambioá.
A obra é estrelada por outros atores como Cássia Kiss, Antonio Grassi, Ana Hartmann e também conta com talentos tocantinenses como Genésio Tocantins, Cleuda Milhomem, Marcélia Belém, Léo Pinheiro e Chiquinho Chocolate. A maioria dos figurantes e grande parte da equipe técnica do filme também são do Tocantins, como Cícero Belém e Kecia Ferreira, que trabalharam na produção local. “Tenho uma conexão forte com o estado, pois fui secretário de cultura de 1990 a 1994, e tenho um compromisso não apenas com a cultura, mas também com a economia”, explicou Rodrigues, referindo-se à mão de obra para a pré-produção, que durou três meses e foi realizada na cidade, além de outros serviços durante as filmagens.

## Lançamento

### Festivais de cinema
O filme foi exibido em diversos festivais de cinema, incluindo o 21º New York Latino Film Festival, o 24º Festival do Rio, a 46ª Mostra Internacional de Cinema de São Paulo, o XXXVII Festival del Cinema Ibero-Latino Americano di Trieste, o 55º Festival de Brasília do Cinema Brasileiro, o 17º Comunicurtas - Festival Audiovisual de Campina Grande, o 31º Pan African Film Festival, o 40º Rencontres du Cinéma Latino Américain de Pessac, o 14º BIFFES - Bengaluru International Film Festival e o 30º San Diego Latino Film Festival. No 55º Festival de Brasília, edição de 2022, em Brasília, o filme foi agraciado com o prêmio de Melhor Filme, concedido pela Câmara Legislativa do Distrito Federal.

### Estreia comercial e divulgação
O filme teve sua primeira exibição no Brasil durante o Festival de Gramado e atraiu atenção desde então, tanto por sua temática impactante como por dialogar com a atual situação do país, dividido não apenas por ideias divergentes, mas também pela ameaça à sua própria democracia por grupos de extrema direita. O cinema é uma ferramenta que pode nos aproximar de realidades que muitas vezes não conseguimos acessar, e através dele é possível construir caminhos e apresentar novas perspectivas. Nesse sentido, o filme busca trazer um futuro que ainda não nos pertence, mas que pode ser um lugar de encontros e desafios, como foi a própria virada do milênio.
A distribuidora do filme, A2 Filmes, trabalhou em uma campanha de divulgação forte, voltada para amantes do cinema nacional, jovens e estudantes que têm a luta estudantil durante a ditadura fresca na memória, e também o público evangélico, representado pelo personagem interpretado por César Mello.
Foram realizadas seis pré-estreias e sessões especiais em várias cidades, e duas assessorias de imprensa foram contratadas para trabalhar em conjunto na divulgação. A equipe de programação foi reforçada e a agência de marketing digital trabalhou intensamente para desenvolver materiais com bom alcance na internet. A estratégia também incluiu distribuição de materiais do filme nos pontos de venda e ações específicas com grupos de exibidores, além de trailers disponíveis para exibição há mais de dois meses antes do lançamento.
A campanha ganhou ainda mais força com a parceria do Telecine, que abriu espaço em seus canais e redes sociais para divulgação do longa. Conversas com os exibidores foram realizadas e a equipe de programação trabalhou ativamente para manter as informações sobre o filme atualizadas. O filme chegou aos cinemas em 13 de julho de 2023.

## Recepção

### Controvérsia
Durante o tapete vermelho do Festival de Gramado, a recepção não foi das mais calorosas. Apoiadores do presidente Jair Bolsonaro vaiaram Johnny Massaro, Julia Dalavia e outros membros do filme depois que eles fizeram um gesto em forma de "L" (em referência ao então ex-presidente Luiz Inácio Lula da Silva) durante a caminhada. A partir daí, gritos enérgicos de "mito" e "Lula" se intensificaram até que a equipe conseguisse entrar no cinema.

### Resposta da crítica
O filme foi recebido pela crítica especializada com avaliações mistas e positivas. De acordo com a crítica do site Cinemação, O Pastor e o Guerrilheiro é sustentado pela relevância de sua temática e pelas interpretações consistentes do elenco, em especial de Johnny Massaro e César Mello, que interpretam os personagens-título. Apesar disso, a participação discreta de Cássia Kis no filme é destacada, tendo em vista sua postura polêmica em relação aos atos golpistas pós-eleições de 2022. A atriz tem poucos diálogos e aparece de maneira minimalista, o que pode ser uma tentativa dos produtores de abafar as polêmicas recentes ou uma decisão da própria atriz, que pode estar resistente a ser associada a uma história que destaca os perigos de um regime militar e a união entre religiosos e comunistas, enquanto ela mesma prega a intolerância e defende posições protofascistas. A crítica considera essa angústia ideológica mais interessante do que a que sustenta o filme.
O filme recebeu elogios do crítico Alvaro Tallarico, do Diário do Rio, pela performance de César Mello. Segundo Tallarico, Mello deu vida ao personagem Zaqueu de forma perfeita, transmitindo a voracidade, o carinho, a fé e o aprendizado contínuo em cada cena. Em particular, o crítico destacou as cenas em que o personagem prega na igreja em 1999, mostrando como Zaqueu enfrenta seus próprios fantasmas e embates com seus filhos. Tallarico também ressaltou a relevância da ideologia do personagem, explicando para seu filho como qualquer um poderia ser preso na época da ditadura. Para o crítico, a atuação de César Mello é o ponto alto do filme e, por si só, já vale a pena assistir O Pastor e o Guerrilheiro.
Segundo o crítico de cinema Robledo Milani, do site Papo de Cinema, embora O Pastor e o Guerrilheiro tenha um elenco coeso e uma direção segura, o filme peca por não se ater ao básico e agregar em seu discurso mais do que parece estar disposto a percorrer. Milani acredita que o filme poderia ter sido mais ousado na forma e tornar sua narrativa ainda mais incisiva em suas atenções. Ele sugere que, se fosse menos novelesco e mais incisivo, a dimensão do argumento poderia ser ainda mais ampla. No entanto, Milani destaca que a retomada de um caminho sólido e relevante está em curso e que isso é um ótimo sinal.

### Prêmios e indicações
| Ano  | Associações                    | Categoria                                             | Nomeações                 | Resultado |
| ---- | ------------------------------ | ----------------------------------------------------- | ------------------------- | --------- |
| 2022 | Festival de Cinema de Gramado  | Melhor Filme                                          | O Pastor e o Guerrilheiro | Indicado  |
| 2022 | Festival de Cinema de Gramado  | Melhor Trilha Sonora                                  | Sascha Kratzer            | Indicado  |
| 2022 | Festival de Cinema de Brasília | Melhor Filme (Câmara Legislativa do Distrito Federal) | O Pastor e o Guerrilheiro | Venceu    |